# Богданов, Леонид Александрович
Леонид Александрович Богданов (23 июня 1927 — ?) — советский фехтовальщик-саблист, призёр Олимпийских игр и чемпионата мира.
Родился в 1927 году в Москве. В 1955 году завоевал бронзовую медаль чемпионата мира. В 1956 году стал обладателем бронзовой медали Олимпийских игр в Мельбурне.